# 4,4′-Oxydianilin
4,4′-Oxydianilin ist eine chemische Verbindung aus der Gruppe der aromatischen Amine und ein Derivat des Diphenylethers.

## Gewinnung und Darstellung
Die Synthese von 4,4′-Oxydianilin durch Reduktion von 4,4′-Dinitrodiphenylether mit Zinn und Salzsäure in Gegenwart von Ethanol wurde 1896 publiziert. Alternativ erhält man die Verbindung durch Hydrierung von 4,4′-Dinitrodiphenylether unter Verwendung verschiedener Katalysator-Systeme.

## Eigenschaften
4,4′-Oxydianilin ist ein brennbarer hellgrauer geruchloser Feststoff, der praktisch unlöslich in Wasser ist. Er zersetzt sich bei Erhitzung über 189–192 °C.

## Verwendung
4,4′-Oxydianilin wurde in den USA und Japan zur Herstellung von Polyimiden und Polyesterimiden verwendet, die kurzzeitig bis 480 °C temperaturbeständig sind. Ein Beispiel dafür ist der hochtemperaturbeständige Kunststoff Kapton von DuPont, den man durch Umsetzung von 4,4′-Oxydianilin mit Pyromellitsäuredianhydrid erhält. Während Polyimide für die Isolierung elektrischer Kabel, in Formteilen wie Dichtungen und Zahnrädern, in Klebstoffen und Beschichtungen für Gewebe und Papier eingesetzt werden, werden Polyesterimide hauptsächlich als Lacke in Elektromotoren, Generatoren und Schaltanlagen verwendet.